# Batočina
Batočina (Servisch: Баточина) is een gemeente in het Servische district Šumadija.
Batočina telt 12.220 inwoners (2002). De oppervlakte bedraagt 136 km², de bevolkingsdichtheid is 89,9 inwoners per km².

## Plaatsen in de gemeente Batočina
| - Badnjevac - Batočina - Brzan - Gradac - Dobrovodica - Žirovnica | - Kijevo - Milatovac - Nikšić - Prnjavor - Crni Kao |